# Germelshausen
Germelshausen es una historia de Friedrich Gerstäcker escrita a mediados del siglo XIX sobre un pueblo abandonado en Turingia, Alemania, que se hundió en la tierra hace mucho tiempo y reaparece un solo día cada siglo. El protagonista es un joven artista (Arnold) que recorre el lugar en el momento de la aparición de la ciudad y se enamora de una joven, Gertrud, que le cuenta la historia de Germelshausen. La romántica historia termina con su precipitada salida de la zona, justo a tiempo para evitar ser sepultado con el pueblo y sus habitantes, pero separado de su amor para siempre.
El concepto básico es un tema viejo alemán que aparece en las obras de Müller, Heine, Uhland y otros. La maldición puede afectar a una ciudad, un castillo, o incluso a una sola casa, pero el contenido narrativo es prácticamente igual. Germelshausen es ampliamente conocido por haber inspirado el musical Brigadoon y su adaptación cinematográfica.